# MOST (satellite)
Le télescope Microvariability and Oscillations of STars (nom anglais) ou Microvariabilité et oscillations stellaires (nom français), en abrégé MOST, est le premier et le seul télescope spatial canadien. Il est aussi le plus petit télescope spatial en orbite[réf. nécessaire], raison pour laquelle ses créateurs l'ont surnommé Humble Space Telescope (« humble télescope spatial »), en référence à l'un des plus grands, le Hubble Space Telescope (télescope spatial Hubble),. MOST est le premier télescope spatial destiné à l'étude de la sismologie stellaire. Il est également le premier satellite scientifique canadien lancé depuis ISIS II, 32 ans auparavant.

## Description
Comme son nom l'indique, sa principale mission est de suivre les variations de lumière des étoiles, ce qu'il fait en observant une cible unique pendant une longue période de temps (jusqu'à 60 jours). Les grands télescopes spatiaux ne peuvent pas se permettre de rester concentrés sur une seule cible pendant si longtemps en raison de la demande de leurs ressources.
Avec 65 cm de largeur et de hauteur et 30 cm de profondeur pour 51 kg, soit la taille et le poids d'un petit coffre ou une valise extra-large remplie d'électronique, MOST est dans la catégorie des microsatellites.
MOST a été conçu dans un effort conjoint de l'Agence spatiale canadienne, de Dynacon Enterprises Limited, du Space Flight Laboratory (SFL) à l'Institut universitaire d’études aérospatiales (UTIAS) de l'Université de Toronto, et de l'Université de la Colombie-Britannique. Dirigée par le chercheur principal Jaymie Matthews, l'équipe scientifique de MOST utilise les observations de MOST en astérosismologie pour affiner l'âge de l'univers (par l'étude des oscillations de vieilles étoiles), et pour rechercher des signatures en lumière visible d'exoplanètes.
MOST dispose d'un instrument comprenant une double caméra CCD en lumière visible, alimenté par un télescope Maksoutov de 15 cm d'ouverture. Un CCD recueille des images scientifiques, tandis que l'autre fournit des images utilisées par le logiciel de suivi d'étoile qui, avec un ensemble de quatre roues de réaction, maintiennent, avec une erreur de moins d'une seconde d'arc, un pointage de loin plus efficace que n'importe quel autre microsatellite à ce jour.
La conception du reste du MOST a été inspiré par des plates-formes de microsatellites conçues par AMSAT, et d'abord portées à la viabilité commerciale par la société de microsatellites Surrey Satellite Technology. Durant les premiers stades du développement du programme MOST, le noyau dur de concepteurs de satellites d'AMSAT a conseillé et guidé l'équipe de conception de satellite de MOST, via un accord de transfert de savoir-faire avec UTIAS. Cette approche de la conception des satellites est remarquable pour la production de l'utilisation de l'électronique de qualité commerciale, avec une « petite équipe », une approche de développement technique « prototypage rapide », un peu différente de celle utilisée dans la plupart des autres programmes de l'ingénierie spatiale, afin atteindre des coûts relativement faibles : le coût du cycle de vie de MOST (conception, construction, lancement et exploitation) est inférieur à 10 millions de dollars canadiens (environ 7 millions d'euros ou 6 millions de dollars américains, au taux de change au moment du lancement).
Le développement du satellite a été géré par la Direction générale des sciences spatiales de l'Agence spatiale canadienne (CSA’s Space Science Branch), et a été financé dans le cadre de son Programme de petites charges utiles (Small Payloads Program), dont les activités sont actuellement (en 2012) gérées par la Direction générale de l'exploration spatiale de l'Agence (CSA’s Space Exploration Branch). Il est exploité par SFL (où est située la station au sol principale de MOST) conjointement avec Microsat Systems Canada Inc. (depuis la vente de la division espace de Dynacon à MSCI en 2008). Sept ans après son lancement, en dépit des pannes de deux de ses composantes (l'une des quatre roues à réaction et l'une des deux cartes de commande CCD), le satellite fonctionne encore bien, en raison à la fois des mises à jour permanentes des logiciels embarqués ainsi que la redondance du matériel intégré, ce qui permet l'amélioration des performances et une reconfiguration autour des unités de matériels défectueuses.
En 2008, l'équipe du projet MOST a remporté le Prix Alouette,, qui reconnaît les contributions exceptionnelles à l'avancement de la technologie spatiale, des applications, des sciences ou d'ingénierie canadiens.

## Résultats scientifiques
L'équipe MOST a signalé un certain nombre de découvertes. En 2004, ils ont déclaré que l'étoile Procyon n'oscille pas selon le modèle prévu, bien que cela a été contesté.
En 2006, des observations ont révélé une classe jusque-là inconnue d'étoiles variables, les supergéantes "slowly pulsating B supergiants", SPBsg.
D'autres rapports de découvertes sont disponibles sur le site web de MOST, à l'Université de la Colombie-Britannique.

## Cibles des campagnes de MOST
- Procyon
- HD 209458 b
- HD 163899 (étoile guide)